# Hans Flössel
Hans Flössel; eigentlich: Johannes Flössel; (* 16. Januar 1903 in Leipzig; † 30. Januar 1973 in Teltow) war ein deutscher Schauspieler.

## Leben
Hans Flössel, der Sohn des Leipziger Berufsschul-Oberlehrers Johannes Flössel, besuchte ab 1913 das Königin-Carola-Gymnasium, das er 1923 mit dem Reifezeugnis verließ.
Anschließend studierte er Rechtswissenschaften an der Universität Leipzig, wandte sich aber dann der Schauspielerei zu. Sein Debüt hatte er am Leipziger Schauspielhaus, die Theater von Kattowitz, Chemnitz, Altenburg und Potsdam waren weitere Stationen in seiner Bühnenlaufbahn.
1954 erhielt Flössel seine erste Filmrolle. Er wirkte in über 40 Kinofilmen und in zahlreichen Fernsehproduktionen der DEFA mit.
Seit 1961 war der Charakterdarsteller Mitglied des Ensembles des Maxim-Gorki-Theaters in Berlin. Er verstarb am 30. Januar 1973 in einem Krankenhaus in Teltow.

## Filmografie (Auswahl)
- 1954: Ernst Thälmann – Sohn seiner Klasse
- 1954: Alarm im Zirkus
- 1954: Stärker als die Nacht
- 1956: Thomas Müntzer – Ein Film deutscher Geschichte
- 1957: Betrogen bis zum jüngsten Tag
- 1957: Polonia-Express
- 1958: Klotz am Bein
- 1959: Simplon-Tunnel
- 1959: Kabale und Liebe
- 1959: Senta auf Abwegen
- 1959: Eine alte Liebe
- 1959: Fernsehpitaval: Der Fall Jakubowski (Fernsehreihe)
- 1960: Die Entscheidung des Dr. Ahrendt
- 1960: Das Zaubermännchen
- 1960: Leute mit Flügeln
- 1960: Gerichtet bei Nacht (TV)
- 1961: Fünf Tage – Fünf Nächte
- 1961: Professor Mamlock
- 1961: Drei Kapitel Glück
- 1961: Gewissen in Aufruhr (TV)
- 1961: Fernsehpitaval: Der Fall Denke (Fernsehreihe)
- 1961: Der Ermordete greift ein (TV)
- 1961: Eine Handvoll Noten
- 1962: Mord ohne Sühne
- 1962: Die Jagd nach dem Stiefel
- 1962: Wenn Du zu mir hältst
- 1962: Der Kinnhaken
- 1963: Tote reden nicht (TV)
- 1964: Der fliegende Holländer
- 1965: Der Frühling braucht Zeit
- 1965: Berlin um die Ecke
- 1966: Ohne Kampf kein Sieg (TV)
- 1966: Irrlicht und Feuer (Fernsehfilm, Zweiteiler)
- 1967: Der Mann aus Kanada (TV)
- 1968: Heißer Sommer
- 1969: Hans Beimler, Kamerad (TV)
- 1970: Der Staatsanwalt hat das Wort: Strafversetzt (TV-Reihe)
- 1970: Jeder stirbt für sich allein (Fernsehfilm, 3 Teile)
- 1970: Effi Briest (Fernsehfilm)
- 1971: Verwandte und Bekannte (TV)
- 1972: Die Bilder des Zeugen Schattmann (TV)
- 1972: Der Dritte

## Theater
- 1964: Claus Hammel: Frau Jenny Treibel (Kammerdiener Mützell) – Regie: Horst Schönemann (Maxim-Gorki-Theater Berlin)
- 1965: Slátan Dudow: Der Feigling (Revisor Ebers) – Regie: Dieter Kolditz (Maxim-Gorki-Theater Berlin)